# Памятник Ленину (Ульяновск)
Памятник В. И. Ленину — памятник Владимиру Ильичу Ленину. Находится на Соборной площади города Ульяновска. Памятник монументального искусства федерального значения.

## История
Планы по сооружению памятника В. И. Ленину на его родине появились ещё в 1920-е гг., рассматривался целый ряд проектов, но из-за финансирования он не осуществился. В 1939 году было принято окончательное решение о сооружении монумента В. И. Ленину. Разработка проекта была поручена заслуженному деятелю искусств скульптору Манизеру Матвею Генриховичу. Проект пьедестала разработал главный архитектор «Ленгипрогор» Витман Владимир Александрович. В апреле 1939 года был утверждён его эскизный проект. В сентябре началось рытьё котлована под фундамент размером 13 на 11 и глубиной 3 метра — вручную, грунт вывозили на телегах. 8-метровый постамент был облицован карельским гранитом. 13 апреля 1940 года в Ульяновск доставили 6,5-метровую фигуру Ленина, отлитую на Ленинградском заводе «Монументскульптура». Через 2 дня её привезли на место, затем установили на постамент и закрепили стальным стержнем и метровыми болтами. К знаменательному событию площадь 1 Мая была переименована в площадь Ленина (в 2018 году переименована в Соборную).

## Описание
Открытие монумента приурочили к 70-летнему юбилею В. И. Ленина — 22 апреля 1940 года. Памятник находится в историческом и административном центре города на главной городской площади — Соборная площадь (до 2018 г. — площадь Ленина). Памятник считается лучшей работой, за которую авторы М. Г. Манизер и В. А. Витман получили награду. Статуя изображает вождя в полный рост, правая рука придерживает пальто, левая сжимает кепку, а взгляд устремлён вдаль. Основные технические характеристики: высота фигуры памятника 6,5 м, высота пьедестала — 7,8 метров. На изготовление фигуры памятника В. И. Ленину было израсходовано 13 тонн бронзы, на пьедестал — 180 тонн серо-розового гранита.
Памятник является объектом культурного наследия федерального значения на основании постановления Совета Министров РСФСР от 30.08.1960 г. № 1327 «О дальнейшем улучшении дела охраны памятников культуры в РСФСР». Приказом Министерства культуры Российской Федерации от 11.12.2015 г. № 27069-р данный объект культурного наследия зарегистрирован в едином государственном реестре объектов культурного наследия (памятников истории и культуры) народов Российской Федерации с № 731510327550006.

## Копия
Вариант этой статуи скульптор М. Г. Манизер изготовил в 1958 году для центрального зала советского павильона на Всемирной выставке в Брюсселе, за что был удостоен высшей наградой — Гран-при. После завершения выставки Всесоюзная торговая палата по просьбе исполкома Моссовета передала эту скульптуру Москве. Статуя была установлена на постамент перед центральным входом стадиона «Лужники» (в то время — «Центральный стадион имени В. И. Ленина»). Торжественное открытие памятника в Лужниках состоялось 22 апреля 1960 года.

## Интересный факт
В советское время памятник В. И. Ленину — главный символ Ульяновска. В 1967 году для Ульяновска хотели разработать новый герб. Была создана конкурсная комиссия, в которую вошли представители горкома КПСС, горкома ВЛКСМ, горисполкома, проектных организаций города, отделений Союза художников и Союза писателей РСФСР. Из десятков эскизов герба Ульяновска выбрали эскиз созданный художником Александром Владимировым. На нём он поместил стилистическое изображение памятника Владимиру Ильичу Ленину. Вокруг него автор нарисовал круг из пшеничного колоса и металлической шестеренки. Этот герб хоть и не был официально утверждён, как и другие варианты, но использовался во фалеристике и других общественных местах города.

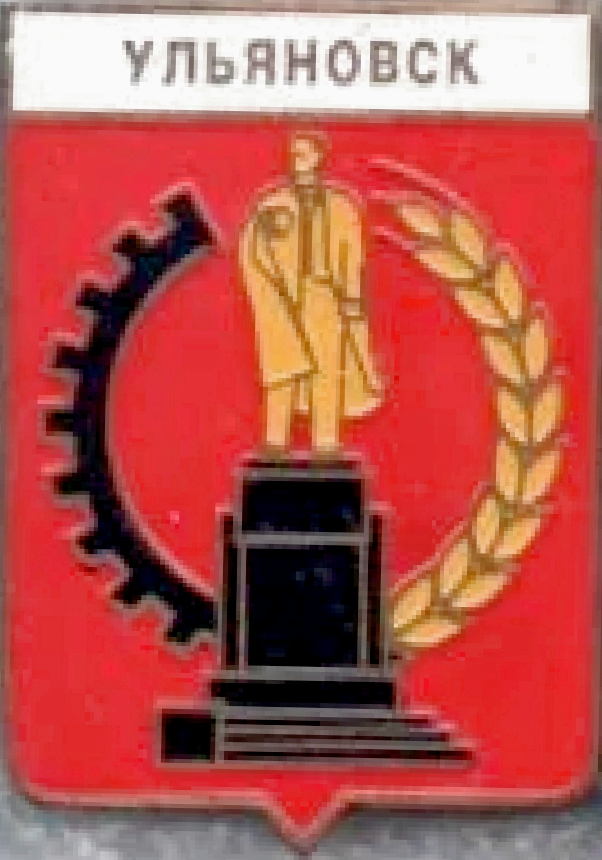
Нагрудный значок "Герб Ульяновска" (обр. 1967).

## Памятник в филателии
- В 1957 году Министерством связи СССР был издан художественный маркированный конверт с изображением памятника В. И. Ленину (по фото И. Левина)[9].
- Почта СССР 1959 г. 10 к. — «Памятник В. И. Ленину в Ульяновске».
- Почта СССР 1967 г. 3 к. Памятник В. И. Ленину (Ульяновск).
- В 1971 году Министерством связи СССР был издан художественный маркированный конверт с изображением памятника В. И. Ленину[10].

## Галерея

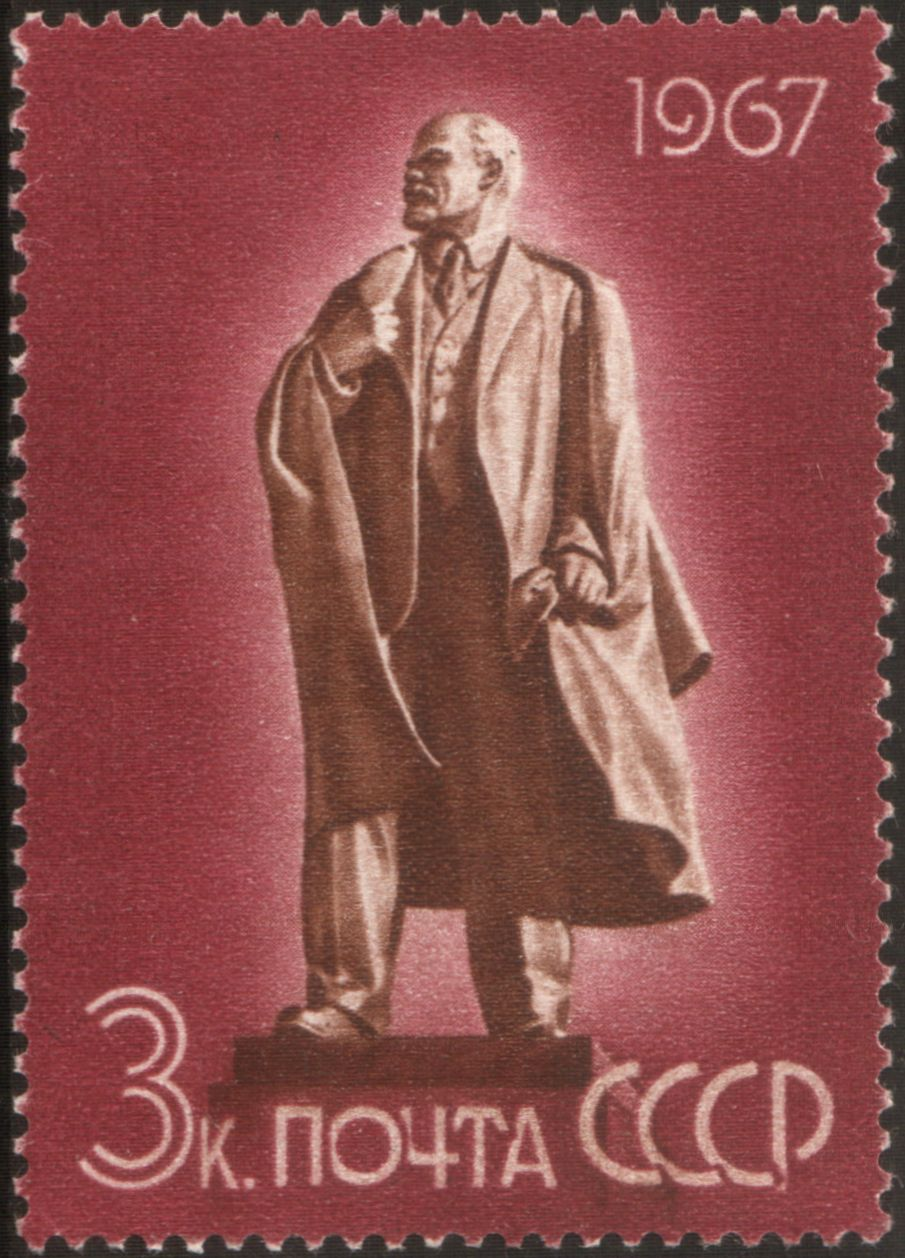
Памятник на почтовой марке СССР 1967 г.
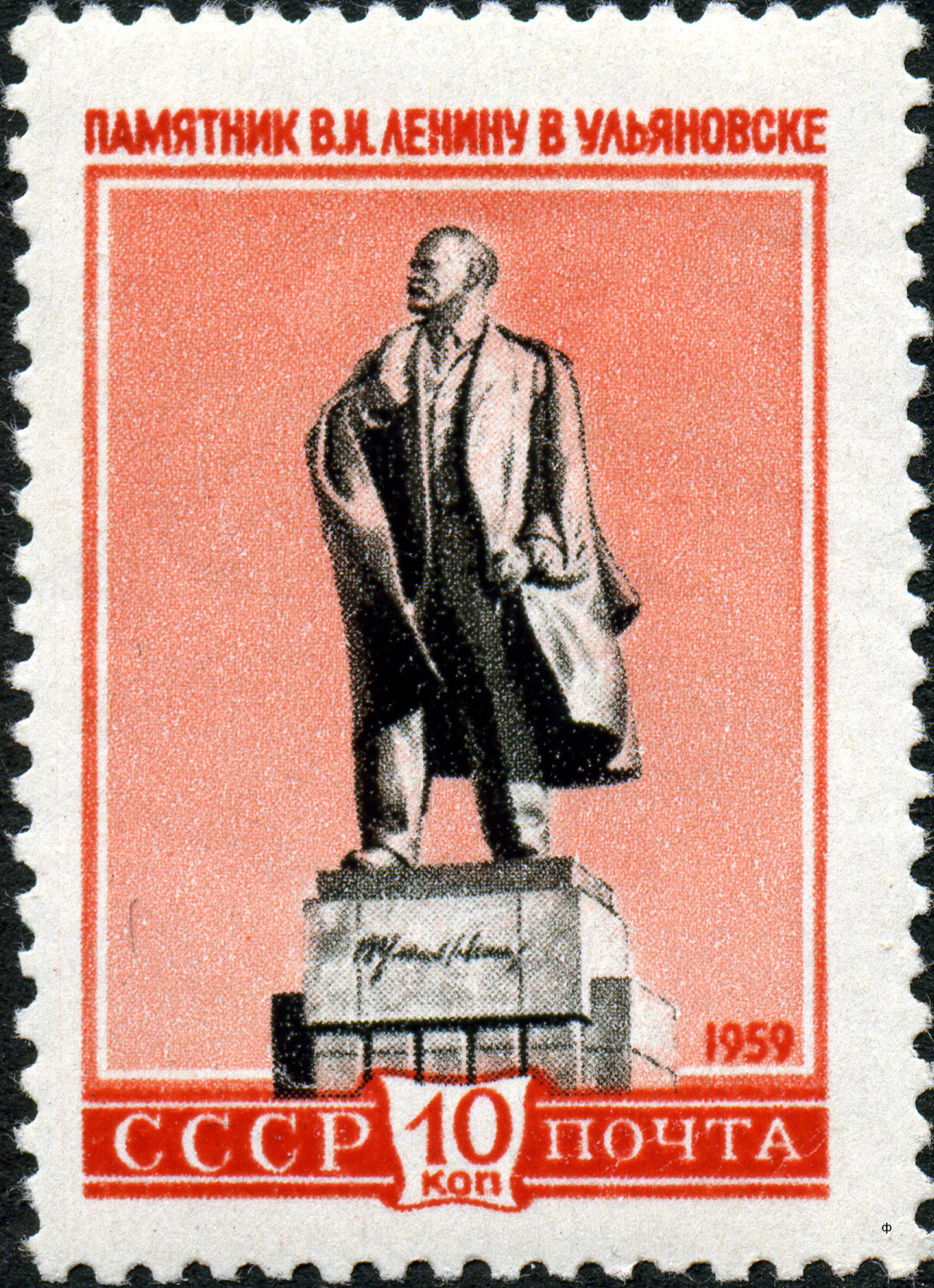
Марка СССР 1959 г. № 2319.
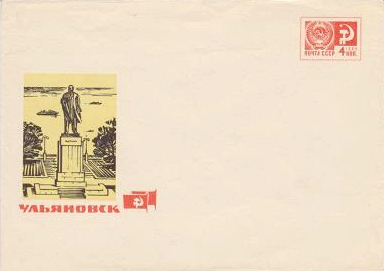
ХМК СССР, 1971. Памятник Ленину (Ульяновск).